# یرون دلمی
یرون دلمی (انگلیسی: Jeroen Delmee؛ زادهٔ ۸ مارس ۱۹۷۳) بازیکن هاکی روی چمن اهل هلند بود.